# 36P/Whipple
36P/Whipple, komet Jupiterove obitelji. 